# Nowy Dwór (Jelcz-Laskowice)
Nowy Dwór (deutsch Neu Vorwerk, auch Neuvorwerk) ist ein Dorf in Niederschlesien. Der Ort liegt in der Gmina Jelcz-Laskowice im Powiat Oławski in der polnischen Woiwodschaft Niederschlesien.

## Geographie

### Geographische Lage
Das Straßendorf Nowy Dwór liegt drei Kilometer südöstlich des Gemeindesitzes Jelcz-Laskowice (Jeltsch-Laskowitz), ca. 17 Kilometer nordöstlich von der Kreisstadt Oława (Ohlau) und rund 30 Kilometer südöstlich der Woiwodschaftshauptstadt Breslau. Der Ort liegt in der Nizina Śląska (Schlesische Tiefebene) innerhalb der Równina Oleśnicka (Oelser Ebene). Südlich von Nowy Dwór liegen weitläufige Waldgebiete.
Nördlich des Ortes verläuft die Bahnstrecke Opole–Jelcz-Laskowice.

### Nachbarorte
Nachbarorte von Nowy Dwór sind im Westen der Gemeindesitz Jelcz-Laskowice (Jeltsch-Laskowitz) und im Norden Piekary (Beckern).

## Geschichte
Der Ort wurde 1650 als Vorwerk gegründet und war zunächst eine Gutskolonie des Ritterguts Laskowitz. Nach dem Ersten Schlesischen Krieg 1742 fiel Neu Vorwerk zusammen mit dem größten Teil Schlesiens an Preußen. Im Laufe des 18. Jahrhunderts entwickelte sich der Ort allmählich zu einem selbstständigen Dorf. 1783 zählte der Ort 14 Gärtnerstellen.
Nach der Neugliederung Preußens gehörte die Landgemeinde Neu Vorwerk ab 1815 zur Provinz Schlesien und war ab 1816 dem Landkreis Ohlau eingegliedert. 1874 wurde der Amtsbezirk Jeltsch gegründet, welcher die Landgemeinden Beckern, Bergel, Jeltsch, Neuvorwerk und Ottag und die Gutsbezirke Beckern, Jeltsch und Neuvorwerk umfasste. 1885 zählte der Ort 388 Einwohner.
1933 zählte Neu Vorwerk 408, 1939 wiederum 381 Einwohner. Bis 1945 befand sich der Ort im Landkreis Ohlau.
Als Folge des Zweiten Weltkriegs fiel Neu Vorwerk wie fast ganz Schlesien 1945 an Polen, wurde in Nowy Dwór umbenannt und der Woiwodschaft Breslau angegliedert. Die deutsche Bevölkerung wurde, soweit sie nicht vorher geflohen war, weitgehend vertrieben. Die neu angesiedelten Bewohner waren zum Teil Heimatvertriebene aus Ostpolen. 1999 kam der Ort zum Powiat Oławski in der Woiwodschaft Niederschlesien.

## Sehenswürdigkeiten
- Steinernes Wegekreuz – Ehemaliges Kriegerdenkmal
- Staw Cynober (Zinnobersee)